# Lucky (Jason Mraz)
Lucky è una canzone di Jason Mraz e Colbie Caillat, pubblicata come terzo singolo del terzo album di Jason Mraz intitolato We Sing. We Dance. We Steal Things.. Della canzone fu registrata anche una versione in spagnolo intitolata Suerte, registrata per la versione sudamericana dell'album con la cantante messicana Ximena Sariñana.

## Classifiche
| Classifica (2008/2009) | Posizione massima |
| ---------------------- | ----------------- |
| Austria                | 44                |
| Canada                 | 56                |
| Germania               | 22                |
| Paesi Bassi            | 8                 |
| Repubblica Ceca        | 62                |
| Spagna                 | 43                |
| Svizzera               | 21                |
| Stati Uniti            | 48                |